# مسلة فلامينيو

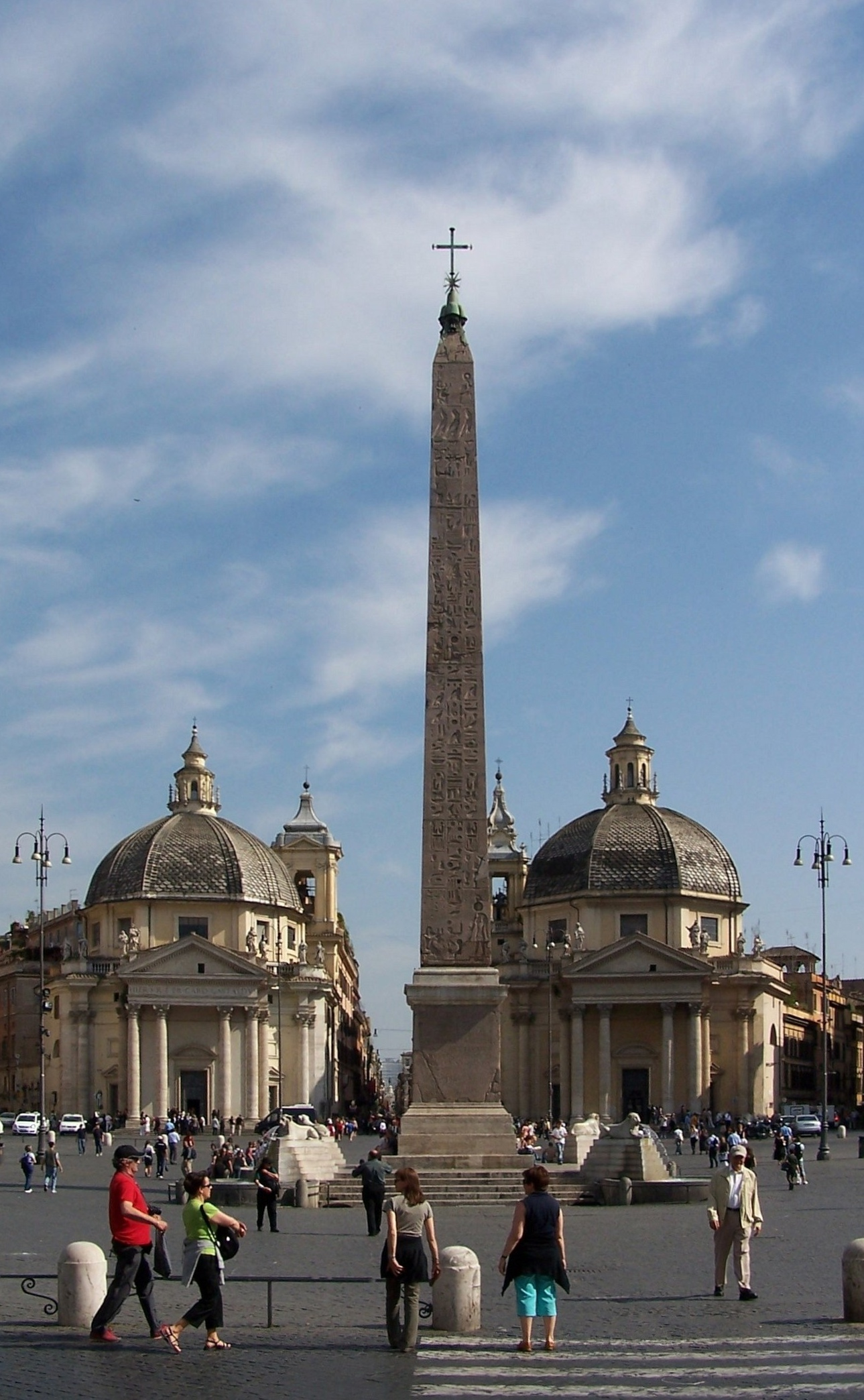
مسلة فلامينيو في ساحة بياتزا ديل بوبولو. في الخلفية، كنائس سانتا ماريا في مونتيسانتو وسانتا ماريا دي ميراكولي

مسلة فلامينيو (بالإيطالية: Obelisco Flaminio) هي واحدة من ثلاث عشرة مسلّة مصرية في روما بإيطاليا. تقع المسلة في ساحة بياتزا ديل بوبولو. لقبت المسلة بهذا الأسم نسبتا إلى الطريق الروماني القديم فيا فلامينيا الذي يبدا عند هذه الساحة. نحتت من الجرانيت الأحمر. إن إرتفاعها 24 م (67 قدم) ومع قاعدة المسلة والصليب المسيحي الذي يعلوها تصل إلى 36.50 م (100 قدم) ووزنها 235 طنا. 

## تاريخ

### في مصر
في القرن 13 ق م، قام فرعون الأسرة التاسعة عشرة سيتي الأول باستخراج هذه المسلة من محاجر الجرانيت في أسوان. قبل وفاته، نقش الفنانون وجهًا واحدًا للمسلة التي كان سيتي الأول ينوي تشييدها في معبد رع في هليوبليس. أكمل ابن سيتي الأول وخليفته رمسيس الثاني النقوش وأقاموها في هليوبليس. مثل معظم المسلات المصرية، ربما كانت مسلة فلامينيو واحدة من زوج، ولكن لم يتم العثور على أي أثر لمسلتها. يوجد نقش إهدائي لسيتي الأول على وجهًا واحدًا، يتفاخر الملك بأنه «سوف يملأ هليوبوليس بالمسلات».

### في إيطاليا

#### في سيرك ماكسيموس
تم إحضارها إلى روما في 10ق.م بأمر من أغسطس قيصر، جنبًا إلى جنب مع مسلة مونتيسيتوريو، ووضعت في سيرك ماكسيموس(السيرك العظيم)، وتبعها بعد ثلاثة قرون مسلة لاتيران عام 357م. بعد سقوط الإمبراطورية الرومانية الغربية في القرن الخامس، تم التخلي عن سيرك ماكسيموس ففي النهاية انهارت أو أزيلت مسلتي فلامينيو ولاتيران. تم دفنهما في نهاية المطاف بالطين والفضلات التي يحملها تيار صغير بمرور الوقت.

#### في ساحة بياتزا ديل بوبولو
اكتُشفت المسلة عام 1587م، مقسمة إلى ثلاث قطع، مع مسلة لاتيران. وقد أقام المهندس المعماري السويسري دومينيكو فونتانا المسلة أمام بازيليك سانتا ماريا ديل بوبولو في ساحة بياتزا ديل بوبولو عام 1589م بأمر من البابا سيكستوس الخامس. قام البابا سيكستوس الخامس بهدم السبتيزوديوم لتوفير الحجر الجيري لقاعدة المسلة، من بين مشاريع البناء الأخرى. 
في عام 1823م قام المهندس المعماري الإيطالي جوزيبي فالادير بتزيين المسلة بقاعدة ذات أربعة أحواض دائرية وأسود حجرية، تقليدًا للطراز المصري.